# Frank Carter
Frank Carter, właśc. Chris Carter (ur. 27 kwietnia 1984 w Hemel Hempstead) – brytyjski wokalista i tatuażysta. Carter znany jest przede wszystkim z występów w punkowym zespole Gallows, którego był członkiem w latach 2005-2011.
W wywiadzie dla magazynu muzycznego NME zaznaczył, że zespół, którego jest wokalistą, Gallows rozpadnie się po 2009, gdyż jego największym hobby nie jest śpiewanie lecz tatuaż artystyczny.
Carter znalazł się na 1 pozycji najbardziej Cool postaci 2007 roku magazynu NME. Po otrzymaniu nagrody Frank stwierdził, że musi sobie zrobić tatuaż "Fuck The MNE" to na pewno dostanie ten tytuł ponownie.
W wywiadach przyznaje, że inspirują go takie zespoły jak Black Flag, Minor Threat oraz The Clash.

## Nagrody i wyróżnienia
| Rok  | Kategoria                | Tytułem      | Nagroda         | Nota | Źródło |
| ---- | ------------------------ | ------------ | --------------- | ---- | ------ |
| 2016 | The Spirit of Punk Award | Frank Carter | Kerrang! Awards | Laur | [ 5 ]  |